# Jean De Clercq
Jean De Clercq (17 de maio de 1905 - 20 de março de 1984) foi um futebolista belga que competiu na Copa do Mundo FIFA de 1930.